# Diskografie G-Unit
Toto je diskografie skupiny G-Unit.

## Studiová alba
| Rok  | Album                                                                                 | Nejvyšší umístění v hitparádě | Nejvyšší umístění v hitparádě | Nejvyšší umístění v hitparádě | Nejvyšší umístění v hitparádě | Nejvyšší umístění v hitparádě | Ocenění                                          |
| Rok  | Album                                                                                 | US 200                        | US Hip-Hop                    | US Rap                        | UK                            | CAN                           | Ocenění                                          |
| ---- | ------------------------------------------------------------------------------------- | ----------------------------- | ----------------------------- | ----------------------------- | ----------------------------- | ----------------------------- | ------------------------------------------------ |
| 2003 | Beg for Mercy - Vydáno: 14. listopadu 2003 - Vydavatel: G-Unit, Interscope            | 2                             | 2                             | 3                             | 13                            | 5                             | US: 2x platinové CAN: 2x platinové UK: platinové |
| 2008 | T.O.S.: Terminate on Sight - Vydáno: 1. července 2008 - Vydavatel: G-Unit, Interscope | 4                             | 2                             | 2                             | 39                            | 4                             | US: /                                            |

## EP
| Rok  | Album                                                                   | Nejvyšší umístění v hitparádě | Nejvyšší umístění v hitparádě | Nejvyšší umístění v hitparádě | Nejvyšší umístění v hitparádě | Nejvyšší umístění v hitparádě | Ocenění |
| Rok  | Album                                                                   | US 200                        | US Hip-Hop                    | US Rap                        | UK                            | CAN                           | Ocenění |
| ---- | ----------------------------------------------------------------------- | ----------------------------- | ----------------------------- | ----------------------------- | ----------------------------- | ----------------------------- | ------- |
| 2014 | The Beauty of Independence - Vydáno: 25. srpna 2014 - Vydavatel: G-Unit | 17                            | 5                             | 3                             | —                             | —                             | US: /   |
| 2015 | The Beast Is G-Unit - Vydáno: 3. března 2015 - Vydavatel: G-Unit        | 27                            | 3                             | 3                             | —                             | —                             | US: /   |

## Soundtrack
| Rok  | Album                                                                                             | Nejvyšší umístění v hitparádě | Nejvyšší umístění v hitparádě | Nejvyšší umístění v hitparádě | Nejvyšší umístění v hitparádě | Nejvyšší umístění v hitparádě | Ocenění       |
| Rok  | Album                                                                                             | US 200                        | US Hip-Hop                    | US OST                        | UK                            | CAN                           | Ocenění       |
| ---- | ------------------------------------------------------------------------------------------------- | ----------------------------- | ----------------------------- | ----------------------------- | ----------------------------- | ----------------------------- | ------------- |
| 2005 | Get Rich or Die Tryin' OST - Vydáno: 8. listopadu 2005 - Vydavatel: G-Unit, Interscope, Universal | 2                             | 1                             | 1                             | 39                            | 2                             | US: platinové |

## Mixtapy
- 2002 - God's Plan
- 2002 - 50 Cent is the Future
- 2002 - No Mercy, No Fear
- 2005 - G-Unit: The Empire Strikes Back
- 2014 - Back to the Street
- 2014 - Back to the Street 2

### Mixtapové série
- - G-Unit Radio
- Sérii mixoval DJ Whoo Kid
- Label vydání: G-Unit Rec. / Shadyville Rec.

| Rok  | Název                                 | Hlavní umělec (umělci) | Poznámky             |
| ---- | ------------------------------------- | ---------------------- | -------------------- |
| 2003 | Smokin' Day 2                         | 50 Cent a Snoop Dogg   | G-Unit Radio Part 1  |
| 2003 | International Ballers                 | 50 Cent                | G-Unit Radio Part 2  |
| 2003 | Takin' It to the Streets              | G-Unit                 | G-Unit Radio Part 3  |
| 2003 | No Peace Talks!                       | G-Unit                 | G-Unit Radio Part 4  |
| 2004 | All Eyez on Us                        | G-Unit                 | G-Unit Radio Part 5  |
| 2004 | Motion Picture Shit                   | G-Unit a Eminem        | G-Unit Radio Part 6  |
| 2004 | King of New York                      | 50 Cent                | G-Unit Radio Part 7  |
| 2004 | The Fifth Element                     | Game                   | G-Unit Radio Part 8  |
| 2005 | G-Unit City                           | Young Buck             | G-Unit Radio Part 9  |
| 2005 | 2050 Before the Massacre              | 50 Cent                | G-Unit Radio Part 10 |
| 2005 | Bulletproof Radio                     | 50 Cent a Tony Yayo    | G-Unit Radio Part 11 |
| 2005 | So Seductive                          | Olivia                 | G-Unit Radio Part 12 |
| 2005 | The Return of the Mixtape Millionaire | G-Unit                 | G-Unit Radio Part 13 |
| 2005 | Back to Business                      | G-Unit                 | G-Unit Radio Part 14 |
| 2005 | Are You a Window Shopper?             | 50 Cent                | G-Unit Radio Part 15 |
| 2006 | 10 Years of Hate                      | Mase                   | G-Unit Radio Part 16 |
| 2006 | Best in the Bizness                   | Mobb Deep              | G-Unit Radio Part 17 |
| 2006 | Rags to Riches                        | Spider Loc             | G-Unit Radio Part 18 |
| 2006 | Rep Yo Click                          | Freeway                | G-Unit Radio Part 19 |
| 2006 | Best in the Bizness 2                 | Mobb Deep              | G-Unit Radio Part 20 |
| 2006 | Hate It or Love It                    | 50 Cent                | G-Unit Radio Part 21 |
| 2006 | Hip Hop Is Dead - Verse 2             | 50 Cent                | G-Unit Radio Part 22 |
| 2007 | Finally Off Papers                    | Tony Yayo              | G-Unit Radio Part 23 |
| 2007 | Clean Up Man                          | Young Buck             | G-Unit Radio Part 24 |
| 2007 | Sabrina's Baby Boy                    | 50 Cent                | G-Unit Radio Part 25 |

- - ThisIs50
- Sérii mixoval DJ Whoo Kid

| Rok  | Název                        | Hlavní umělec (umělci) | Poznámky       |
| ---- | ---------------------------- | ---------------------- | -------------- |
| 2008 | Return Of The Body Snatchers | G-Unit                 | ThisIs50 vol.1 |
| 2008 | Elephant In The Sand         | G-Unit                 | ThisIs50 vol.2 |
| 2008 | Sincerely Yours, Southside   | 50 Cent                | ThisIs50 vol.3 |
| 2008 | S.O.D.                       | Tony Yayo              | ThisIs50 vol.4 |

## Singly
| Rok  | Název                                                                                               | Nejvyšší umístění v hitparádě | Nejvyšší umístění v hitparádě | Nejvyšší umístění v hitparádě | Nejvyšší umístění v hitparádě | Ocenění          | Album                      |
| Rok  | Název                                                                                               | US Hot 100                    | US Hip-Hop                    | US Rap                        | Spojené království            | Ocenění          | Album                      |
| ---- | --------------------------------------------------------------------------------------------------- | ----------------------------- | ----------------------------- | ----------------------------- | ----------------------------- | ---------------- | -------------------------- |
| 2003 | Stunt 101 - Vydáno: 23. září 2003 - Vydavatel: G-Unit / Interscope                                  | 13                            | 7                             | 5                             | 25                            | US: 2x platinové | Beg for Mercy              |
| 2003 | Poppin' Them Thangs - Vydáno: 4. listopadu 2003 - Vydavatel: G-Unit / Interscope                    | —                             | 66                            | —                             | 10                            | US: platinové    | Beg for Mercy              |
| 2003 | My Buddy - Vydáno: 2003 - Vydavatel: G-Unit / Interscope                                            | —                             | —                             | —                             | —                             | US: /            | Beg for Mercy              |
| 2004 | Wanna Get to Know Ya (ft. Joe) - Vydáno: 13. ledna 2004 - Vydavatel: G-Unit / Interscope            | 15                            | 10                            | 5                             | 27                            | US: /            | Beg for Mercy              |
| 2004 | Smile (Lloyd Banks) - Vydáno: 8. dubna 2004 - Vydavatel: G-Unit / Interscope                        | —                             | 72                            | —                             | —                             | US: /            | Beg for Mercy              |
| 2008 | I Like the Way She Do It (ft. Young Buck) - Vydáno: 22. dubna 2008 - Vydavatel: G-Unit / Interscope | 95                            | 54                            | 23                            | —                             | US: /            | T.O.S.: Terminate on Sight |
| 2008 | Rider pt. 2 (ft. Young Buck) - Vydáno: 22. dubna 2008 - Vydavatel: G-Unit / Interscope              | 122                           | 83                            | —                             | —                             | US: /            | T.O.S.: Terminate on Sight |
| 2008 | Close 2 Me - Vydáno: 2008 - Vydavatel: G-Unit / Interscope                                          | —                             | —                             | —                             | —                             | US: /            | T.O.S.: Terminate on Sight |